# دينا تكروري
دينا تكروري  هي صحفية أميركية من أصول فلسطينية، تعمل مقدمة ومنتجة في الجزيرة بلس (AJ+) وهي قناة رقمية لشبكة الجزيرة الإعلامية مقرها مدينة سان فرانسيسكو الأميركية بولاية كاليفورنيا.
مقاطع الفيديو التي تقدمها تكروري صيغتها تتراوح من مقاطع تسجل في الاستوديو لتوفير معلومات سياقية مهمة للأخبار إلى مقابلات مع خبراء والأطراف الفعالة وحتى تقارير من قلب حدث الأخبار العاجلة. من ضمن المواضيع التي تغطيها النزاع الفلسطيني-الإسرائيلي وحركة حياة السود مهمة وعنف الشرطة والسجن الجماعي وانتخابات الرئاسة الأميركية 2016. 
كانت من أوائل الصحفيين الذين أجروا مقابلة مع الناشطة الفلسطينية عهد التميمي بعد إطلاق سراحها من السجن الإسرائيلي، وساعدت في كتابة مذكراتها التي نُشرت في عام 2022. وقد فاز الكتاب بجائزة الكتاب الفلسطيني.

## سيرتها
دينا تكروري من أصل فلسطيني. أكملت دراستها العليا في جامعة جورج تاون في الدراسات العربية. هي خريجة مدرسة لويويل الثانوية. بدأت مسيرتها الإذاعية في عام 2007 كمضيفة ومنتجة في برنامج أسبوعي مدته ساعة بعنوان" ماذا يحدث" والذي تم بثه على شبكة راديو وتلفزيون العرب (ART). ركز البرنامج الذي تم بثه في أمريكا الشمالية، على القضايا السياسية والثقافية والاجتماعية الحالية المتعلقة بالأمريكيين العرب.
عملت أيضًا مساعد باحث مع الدكتورة روشيل ديفيس من جامعة جورج تاون بين يناير 2007 وأبريل 2008. كان من بين مهامها إجراء مقابلات مع أفراد من الجيش الأمريكي الذين خدموا في العراق في إطار مشروع حول تصوراتهم للثقافة العراقية والتدريب الثقافي العسكري الأمريكي. تم عرض نتائج هذا البحث في مؤتمر المؤرخين في أتلانتا، جورجيا، في أبريل 2008. كما نُشرت هذه المقالات في نهاية المطاف في فصل من كتاب بعنوان "علم الإنسان ومكافحة التمرد العالمي". في عام 2008، ساهمت تكروري أيضًا في ترجمة الفيلم الوثائقي الطويل بدرس من العربية إلى الإنجليزية.

## حياتها المهنية
انضمت دينا تكروري إلى قناة الجزيرة العربية في واشنطن العاصمة في عام 2008 كمنتجة في برنامجها الأسبوعي المباشر للشؤون الجارية الذي يقدمه عبد الرحيم فقراء والذي يتناول تأثير السياسة الأمريكية على المنطقة العربية. من خلاله أجرت مقابلات مع شخصيات سياسية بارزة بما في ذلك دونالد رامسفيلد ، وروبرت جيتس ، ودومينيك شتراوس كان ، وتوني بلير ، وجون ماكين ، ومحمود أحمدي نجاد. كما انضمت للعمل في هافينغتون بوست لايف ، شبكة البث عبر الإنترنت لصحيفة هافينغتون بوست ، كمنتجة ومضيفة في يونيو 2012. كانت جزءًا من فريق الإطلاق الأصلي وقامت بتغطية الشؤون العالمية والسياسة وأسلوب الحياة والثقافة. هي الآن مقدمة ومنتجة في AJ+ ، شبكة الجزيرة الإخبارية الرقمية الموجهة لجيل الألفية.
كما قامت بتغطية الأحداث محليًا من مدينة تشارلستون بولاية كارولينا الجنوبية في أعقاب إطلاق النار في الكنيسة . كما قامت أيضًا بتغطية الاحتلال المسلح للمحمية الفيدرالية للحياة البرية في ولاية أوريغون وأزمة المياه في فلينت بولاية ميشيغان. على الصعيد الدولي، قامت بتغطية أزمة اللاجئين في أوروبا، حيث كانت تتواصل مع اللاجئين وتعبر الحدود معهم، وكان يبث برنامجها باللغتين الإنجليزية والعربية. كما قامت أيضًا بتقديم التقارير من الضفة الغربية أثناء التوترات المتزايدة في خريف عام 2015. انتشرت مقاطع الفيديو الخاصة بها على نطاق واسع، وحققت ملايين المشاهدات على فيسبوك ومئات الآلاف من المشاركات على يوتيوب.
تم تكريم برنامج Direct From with Dena Takruri بجوائز متعددة، بما في ذلك جائزتي Edward R. Murrow ، وجائزة Webby ، وجائزة Shorty ، وجائزة Clarion. فازت الحلقة "يوم واحد في الخليل"، التي أعيدت تسميتها "كيف دمر نظام الفصل العنصري الإسرائيلي مدينتي" على صفحتها على اليوتيوب بجائزة بيبودي في عام 2023.

## لغات
تكروري تتقن اللغتين الإنجليزية والعربية ولها القدرة على العمل باللغتين الإسبانية والعبرية.